# Günther XL. (Schwarzburg)

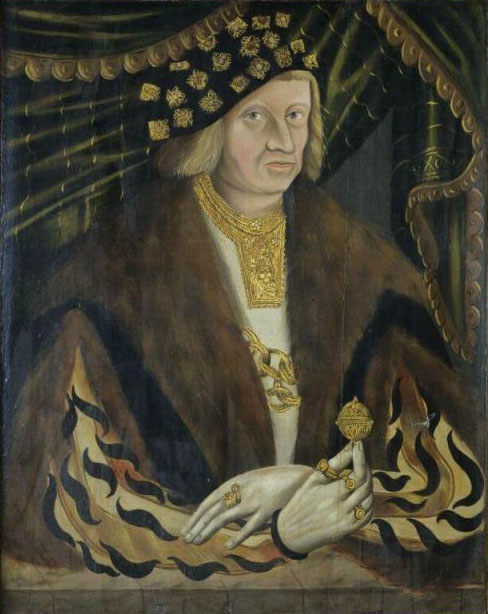
Graf Günther XL., der Reiche bzw. der mit dem fetten Maule

Günther XL. von Schwarzburg genannt der Reiche oder der mit dem fetten Maule (* 31. Oktober 1499 in Sondershausen; † 10. November 1552 in Gehren) war Graf von Schwarzburg.

## Leben und Wirken
Günther war der älteste Sohn des Grafen Heinrich XXXI. von Schwarzburg-Blankenburg (1473–1526) und dessen erster Gemahlin Magdalena, geborene Gräfin von Hohnstein (1480–1504). 
Günther vereinigte nach und nach alle schwarzburgischen Besitzungen mit Ausnahme der Herrschaft Leutenberg. Nach dem Tod seines Bruders Heinrich XXXIV. erhielt er 1537 die Herrschaft Frankenhausen und nach dem Tod seines Vetters Heinrich XXXII. 1538 kam die ganze Oberherrschaft hinzu. Um seinen angehäuften Reichtum und seine Macht zu repräsentieren, ließ er die Sondershäuser Burganlage zum größten Teil abreißen und setzte darauf 1533 ein Renaissanceschloss, die heutigen alten Nord-, Ost- und Südflügel des Sondershäuser Schlosses.
Er führte den Protestantismus in seinen Ländern ein und nahm am Schmalkaldischen Krieg gegen Kaiser Karl V. teil. Der Graf zog erheblichen Vorteil aus dem politischen Niedergang der sächsischen Ernestiner. In Lehensangelegenheiten kam er in Konflikt mit dem Kurfürsten Johann Friedrich von Sachsen. Dieser sah sich genötigt, die Grafschaft Schwarzburg mit Truppen zu besetzen und der Stadt Sondershausen eine Brandschatzung aufzuerlegen, sodass Graf Günther flüchten musste. Erst nach der Schlacht bei Mühlberg 1547 konnte er zurückkehren.
Nachdem der Graf 1552 gestorben war, hatten vier Söhne das Recht auf Erbe. Die zwei volljährigen Brüder führten die Grafschaft Schwarzburg in Kooperation. Ab 1571 wurde die Oberherrschaft (Städte Rudolstadt und Arnstadt) und die Unterherrschaft (Städte Sondershausen und Frankenhausen) getrennt. Jeweils zwei Brüder regierten eines dieser Territorien. 1599 wurden dann zwei völlig neu zugeschnittene Territorien geschaffen, die nahezu unverändert blieben. Der Tod zweier kinderloser Brüder war der Grund für die Neuaufteilung. Ein weiterer Bruder starb, hatte aber Erben. Der seine Brüder überlebende Graf war Albrecht VII. Dieser war seit 1571 Graf von Schwarzburg-Rudolstadt und war ab 1599 Regent der Grafschaft mit neu festgelegten Landesgrenzen. Daneben gab es die Grafschaft Schwarzburg-Sondershausen, deren Gebiet ebenso 1599 festgelegt wurde.

## Püstrich von Sondershausen
Günther XL. erwarb eine Bronzefigur, Püstrich von Sondershausen, für sein Kunst- und Naturalienkabinett. Ursprung, Entstehungszeit und einstige Bedeutung des Püstrichs sind nicht ausreichend bekannt, weswegen er seit Jahrhunderten Gegenstand zahlreicher Untersuchungen und Spekulationen ist. Bereits in früherer Zeit lockte der Püstrich viele Neugierige nach Sondershausen, darunter hochrangige Persönlichkeiten.

## Nachkommen
Günther XL. war seit 29. November 1528 mit Elisabeth (* 1507 in Büdingen; † 14. Mai 1572 in Sondershausen), Tochter des Grafen Philipp von Isenburg-Büdingen zu Ronneburg, verheiratet und hatte mit ihr folgende Kinder:
- Günther XLI. (1529–1583), der Streitbare (Bellicosus), Graf von Schwarzburg-Arnstadt, kinderlos
- Magdalena (1530–1565), ⚭ 1552 Graf Johann Albrecht VI. von Mansfeld zu Arnstein
- Amalie (1531–1543)
- Johann Günther I. (1532–1586), Graf von Schwarzburg-Sondershausen
- Wilhelm I. (1534–1598), Graf von Schwarzburg-Frankenhausen, kinderlos
- Philipp (1536–1536)
- Albrecht VII. (1537–1605), Graf von Schwarzburg-Rudolstadt
- Otto Heinrich (1538–1539)
- Anna Sibylle (1540–1578), ⚭ 1571 Graf Ludwig III. von Isenburg-Büdingen zu Birstein
- Elisabeth (1541–1612), ⚭ 1576 Graf Johann VII. (XVI.) von Oldenburg

## Trivia
Es wird berichtet, dass Günther XL. „umittelbar nach einem opulenten thüringer Fest auf dem Schlosse zu Gehren“ starb.